# Слуцкий пояс
Слуцкий пояс — элемент мужского костюма Великого княжества Литовского. Считался признаком благородного происхождения, его наличие указывало также на благосостояние владельца. Наименование происходит от названия города Слуцк в Беларуси.

## Описание
Слуцкие пояса ткались из тонких шёлковых и золотых и серебряных нитей. Длина пояса достигала от 2,0 до 4,5 метра, а ширина от 30 до 50 см. Пояса украшались по краям узорной каймой, а концы — пышным, главным образом растительным орнаментом, в котором народные узоры сочетались с восточными мотивами. У слуцкого пояса не было изнанки, все стороны являлись лицевыми. Пояса изготавливались односторонними (с обратной стороной), двухсторонние (обе стороны лицевые или одна двусторонняя с одной изнаночной). Наиболее ценимыми считались четырёхсторонние слуцкие пояса — каждая сторона пояса была разделена на две части с разными цветами, пояс складывался вдвое. Середник пояса имел орнамент с поперечными гладкими или узорными полосами, реже узор был сетчатым, в горошек и пр. Концы пояса имели сложный орнамент, обычно с двумя мотивами: чаще всего — овал, окружённый листьями со стеблями и цветами. В углу пояса с обеих сторон ткалась метка на старославянском и латинском языках (Слуцк, В городе Слуцке, Сделано в Слуцке). Концы пояса иногда обшивались бахромой. Слуцкие пояса повязывались сверху кунтуша — мужской верхней одежды, к поясу крепилось оружие.

## Начало производства в Речи Посполитой
Первоначально пояса привозились с Востока — из Османской империи, Персии, поэтому их называли стамбульскими или персидскими. В 1758 году на территории Речи Посполитой была организована мануфактура с целью производства поясов. Назывались такие мануфактуры персиарнями (бел. персіярні), от места происхождения прототипа слуцкого пояса. Наиболее известной была Слуцкая мануфактура на территории современной Беларуси, создателем которой был Михаил Казимир Радзивилл (1702—1762 годы), великий гетман Литовский.
В конце 1757 года в Слуцк был приглашён золотошвейный мастер Ян Маджарский. Он некоторое время работал в Станиславе, затем в Несвиже. В Станиславе проходили обучение два слуцких художника — Ян Годовский и Томаш Хаецкий. В 1758 году Ян Маджарский заключает договор с Михаилом Казимиром Радзивиллом о создании «фабрики перской» для изготовления «пояса с золотом и шелком» с обязательным обучением «работе перской» местных умельцев.
Первоначально были приглашены мастера из Османской империи и Персии. Поэтому первые пояса делались с восточными узорами. Обучение ткача длилось не менее семи лет. Освоив процесс изготовления поясов, местные мастера стали использовать в узорах поясов местные мотивы — незабудки, васильки, ромашки, листья клёна, дуба.
Его правнучка Елизавета является матерью Станислава Монюшко — знаменитого композитора и дирижёра.
Сын Маджарского — Леон Маджарский — на рубеже XVIII—XIX веков становится арендатором Слуцкой мануфактуры, где уже работали около 60 ткачей.
Мастерство местных ткачей было настолько высоким, что даже изготовленные за пределами Слуцка кунтушевые пояса стали называть слуцкими.

## Распространение и «закат» производства
Слуцкие пояса производились также в Несвиже, Варшаве, Кракове и других городах Речи Посполитой. Их производство было организовано и на московских и лионских фабриках. В Москве существовало около 20 шёлкоткацких производств.
На территории современной Польши наиболее известные персиарни находились в Кобылке и Липкове под Варшавой, где изготовление поясов наладил Яков Пасхалис. Несколько производств находились в Кракове и Гданьске. Эти фабрики находились под большим влиянием Слуцкой мануфактуры.
Слуцкая мануфактура существовала до 1848 года, пережив третий раздел Речи Посполитой и польское восстание 1830 года. На территориях, вошедших в состав Российской империи, слуцкие пояса вышли из моды и стали применяться как элемент декорации в костёлах. В дальнейшем пояса стали предметом коллекционирования и включены в музейные экспозиции как образцы «древнебелорусского искусства».

## Период после окончания производства
Во второй половине XIX — начале XX века слуцкие пояса становятся предметом коллекционирования. Их собирают музеи и частные лица. Пояса стали изучаться как изделия художественного ткачества.
Технологии ткачества, которые использовались при производстве слуцких поясов, длительное время считались утерянными. В 2014 году в городе Слуцке начали машинное изготовление копий слуцких поясов. Также на предприятии был открыт Музей истории слуцкого пояса.

## Музеи, в собраниях которых хранятся слуцкие пояса
- Государственный исторический музей в Москве;
- Российский этнографический музей в Санкт-Петербурге;
- Государственный Эрмитаж в Санкт-Петербурге;
- Смоленский государственный музей-заповедник[3];
- Белорусский национальный художественный музей;
- Гродненский государственный историко-археологический музей[4];
- Минский областной краеведческий музей в Молодечно[5];
- Национальный историко-культурный музей-заповедник «Несвиж»;
- Слонимский районный краеведческий музей;
- Слуцкий краеведческий музей[6];
- Музей древней белорусской культуры Института искусствоведения, этнографии и фольклора им. К Крапивы[7];
- Музей имени Ивана Луцкевича в Вильнюсе[8];
- Музей Дворца великих князей литовских в Вильнюсе.
- Львовский музей этнографии и художественного промысла Института народоведения НАН Украины;
- Львовский исторический музей;
- Черниговский областной исторический музей им. Тарновского;
- Национальный музей в Варшаве;
- Национальный музей в Кракове;
- Музей замка в Мальборке (Польша);
- Музей Виктории и Альберта в Лондоне;
- Художественная галерея Йельского университета (США);
- Метрополитен-музей в Нью-Йорке (США);
- Музей Первопрестольного Св. Эчмиадзина (Армения).

## Интересные факты
Вопреки стихотворению Максима Богдановича ткачеством в мануфактурах по изготовлению слуцких поясов занимались только мужчины. Процесс ткачества требовал значительных физических усилий. Кроме того, было принято считать, что при прикосновении женской руки к золотым и серебряным нитям они потускнеют и пояс будет испорчен.
Узоры для поясов разрабатывались не ткачами, а художниками.
При участии в праздниках пояс повязывался наружу золотой, красной частью пояса; при трауре использовалась чёрная сторона пояса; при повседневной носке — как правило, зелёная, серая.
На изготовление одного пояса уходило от 400 до 800 граммов золота.
Стоимость пояса составляла от 5 до 50 дукатов (один дукат равнялся 3 золотым рублям). Цена в злотых доходила до 1000, что приблизительно равнялось годовому доходу офицера армии Речи Посполитой.
- Слуцкие пояса на портретах шляхты
- Тадеуш Богданович, портрет 1891 года кисти Викентия Слендзинского
- Иосиф Жагель
- Игнатий Завиша
- Портрет Войцеха Пусловского кисти Валентия Ваньковича, XIX век